# La barca durante l'inondazione a Port-Marly
La barca durante l'inondazione a Port-Marly (La barque pendant l'inondation, Port-Marly) è un dipinto del pittore inglese Alfred Sisley, realizzato nel 1876 e conservato presso il museo d'Orsay di Parigi.

## Descrizione

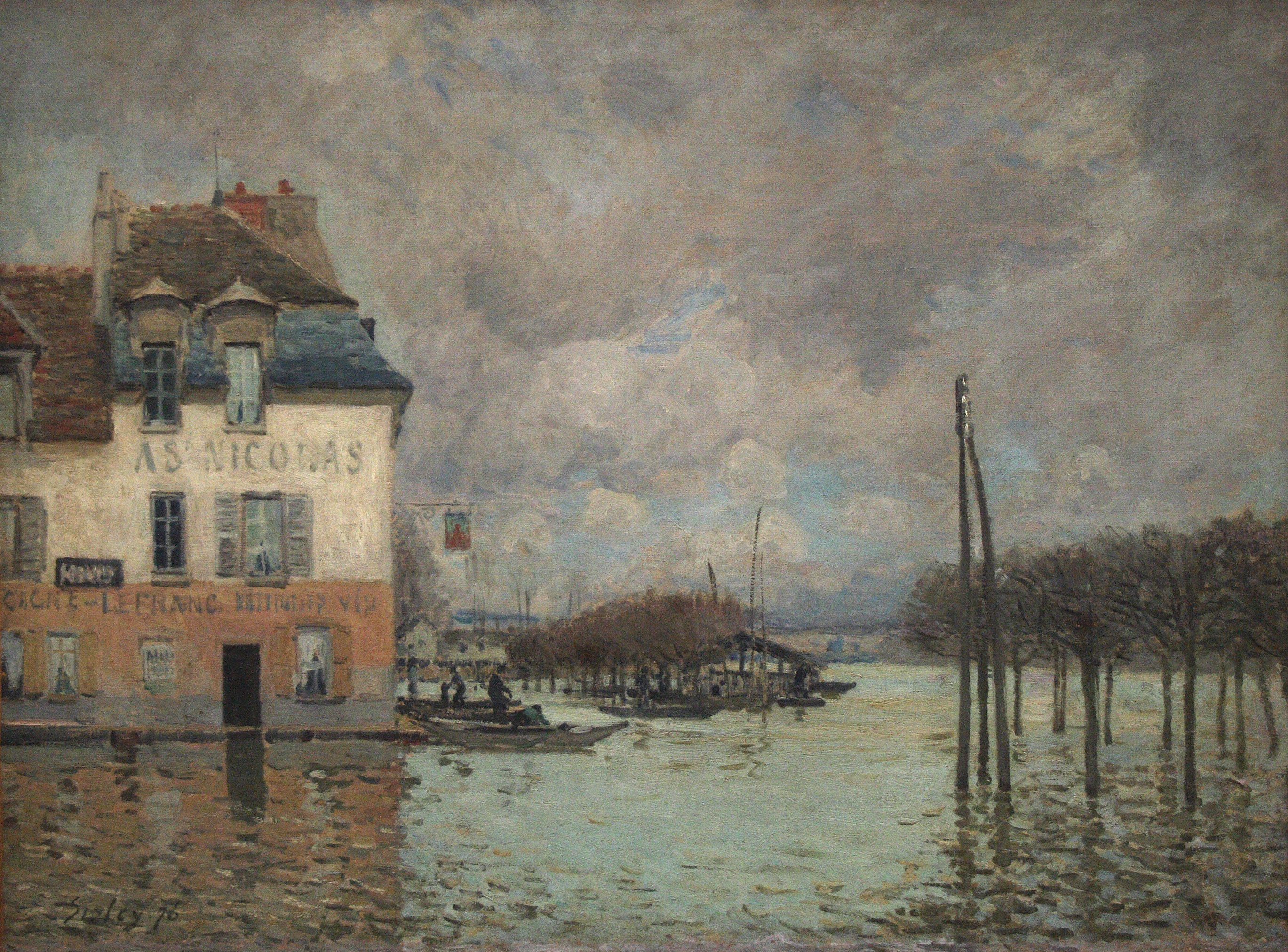
Altra versione del dipinto, Museo d'Orsay

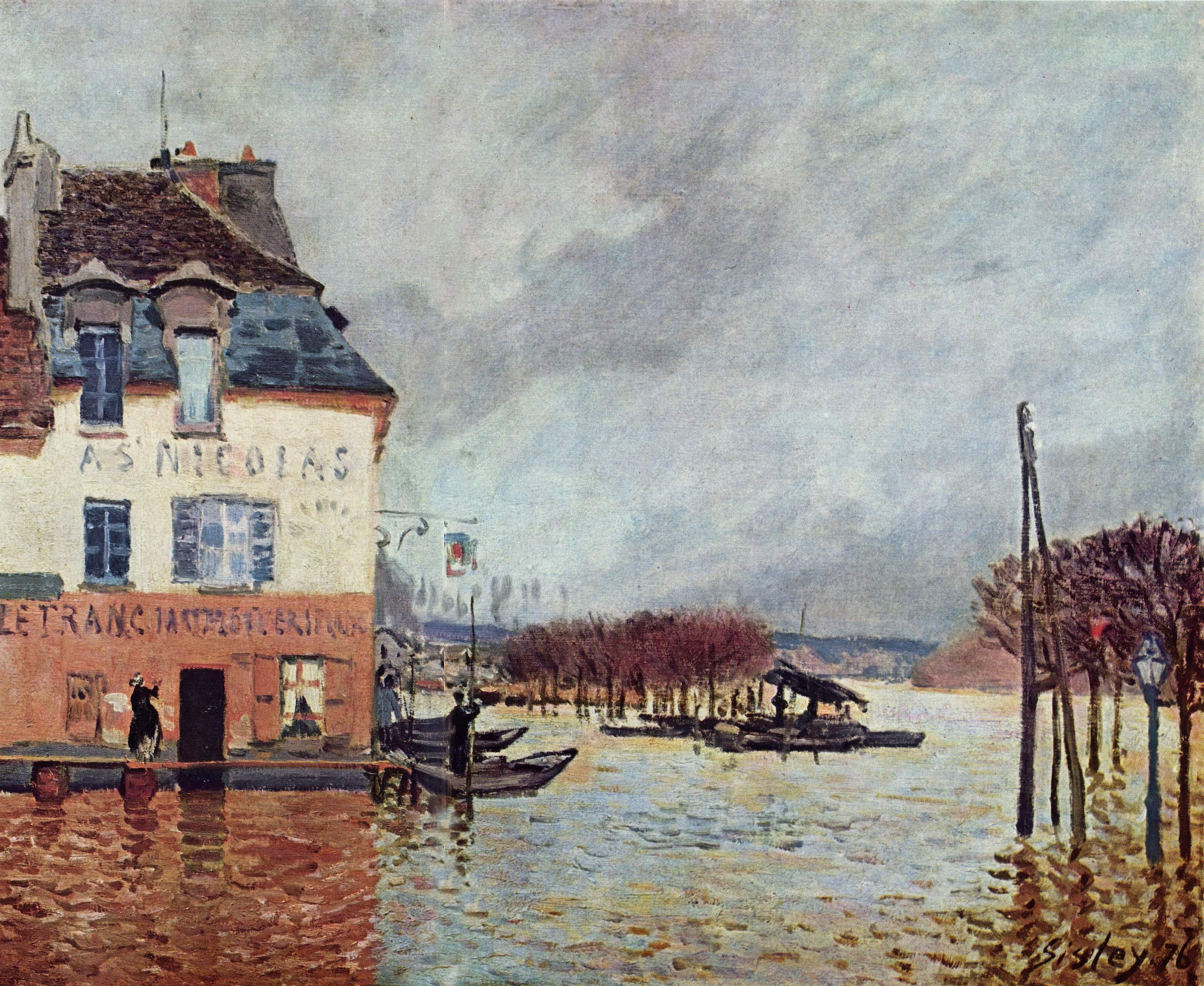
La redazione del dipinto oggi esposta a Rouen

Nel 1874 Sisley si ritirò a Marly-le-Roi, pittoresco villaggio sulle rive della Senna dove visse una delle fasi più intense della sua vicenda pittorica. Nella primavera del 1874 proprio Marly fu falcidiata da un devastante nubifragio, a causa del quale i flutti della Senna ruppero gli argini e inghiottirono l'intero villaggio. Sisley, pittore vivamente interessato al plein air, non se lo fece ripetere due volte e subito fissò il ricordo di questa calamità naturale in sei dipinti: notevoli le versioni oggi esposte al museo di Belle Arti di Rouen e al museo d'Orsay di Parigi. Questa seconda è più famosa rispetto alla prima e perciò di essa tratteremo: d'altra parte le due opere differiscono solo per pochi,
ininfluenti particolari.
Sisley, seguendo la lezione di Daubigny e di Corot, in quest'opera incentra il suo interesse sul trattamento atmosferico del cielo e degli specchi d’acqua. Il vero protagonista de L'inondazione a Port-Marly, infatti, è proprio l'acqua, che non più contenuta dagli argini della Senna ora occupa le strade: si tratta di uno scenario senza dubbio inconsueto, e dove prima passeggiavano gli abitanti di Marly ora sono ormeggiate alcune barche. Sopra di esse vi sono alcuni uomini che, dopo lo scampato pericolo, cercano di tornare lentamente alla vita e alle normali abitudini. La presenza di queste esili figure nere sulle imbarcazioni rammentano all'osservatore di stare davanti a uno scenario di vita quotidiana scosso da «un'invasione devastatrice e l'irresistibile sostituzione temporanea di un'espressione nuova, imprevista, enigmatica, inquietante, all'aspetto conosciuto, consueto, familiare, delle cose» (Paul Jamot).
In aggiunta, per quanto riguarda lo specchio d'acqua, nonostante le acque esondate dai fiumi siano generalmente fangose e torbide, Sisley sceglie invece di farle vibrare da una fantasmagoria di riflessi colorati. Si perde dunque ogni contingenza con il reale: il pittore non vive la catastrofe naturale in tutta la sua potente drammaticità, bensì la considera alla stregua di un mero pretesto pittorico. Un artista romantico, ad esempio, avrebbe potuto rappresentare l'inondazione a Port-Marly nella sua fenomenologia più ruggente e soverchiatrice: Sisley, invece, preferisce rimandare a un ideale di tranquillità e di calma sospesa. Questa poetica pacatezza viene accentuata dalla compenetrazione tra l'elemento celeste e quello acquatico, che sembrano fondersi in un precario equilibrio tra la realtà e l'immaginazione. L'abbondante massa d'acqua, inoltre, è leggermente increspata dal vento ed è solcata da mutevoli iridescenze azzurre, rosa e gialle. «C'era nella sua pittura più fascino che energia» avrebbe scritto Mirbeau di Sisley nel 1892 «una grazia innata, qualcosa di riservato, attraente, non esibito, la cui finezza era viva, dava all'inespresso una poesia talora squisita».
L'edificio a sinistra, rappresentante la casa di un mercante di vino, è stato dipinto in un angolo per lasciare spazio al cielo che viene dipinto con il celeste e il bianco per rappresentare la presenza delle nuvole.  Infine, troviamo una cortina di alberi, la quale agisce come elemento di raccordo tra l'acqua in primo piano e il fondale atmosferico, ingombro di vaporosi stratocumuli bianchi (che, nel caso della versione di Rouen, diventano rabbiose nuvolaglie gravide di tempesta). Dal punto di vista tecnico, invece, Sisley orchestra un'armoniosa sinfonia di grigi, azzurri, rosa, gialli e pallidi bruni: talvolta egli non esita a diluire questi colori, così da esaltare la trasparenza dell'acqua e da inondare l'intera composizione di una luminosità diffusa, nonostante il tempo tutt'altro che soleggiato. Alla massiccia mole dell'edificio di sinistra, inoltre, Sisley contrappone la fluida libertà dell'acqua, elemento fluttuante e in continuo divenire. Il colore, infine, viene depositato sulla tela con pennellate a tocchi brevi e orizzontali.